# 於久の方
於久の方（おひさのかた、? - 慶長18年10月27日（1613年12月8日））は、戦国時代から江戸時代初期の女性。阿知和玄鉄の娘で、本多忠勝の正室。小松姫、もり姫、本多忠政、本多忠朝の母。法名は見星院殿蓮誉光信大禅定尼で、見星院とも呼ばれる。

## 略歴
永禄12年（1569年）10月に本多忠勝と結婚した。慶長6年（1601年）、忠勝が桑名藩へ転封となった際、次男の忠朝が領する大多喜藩に残った。墓は高野山奥之院にある。